# Ernest Chapman
Ernest William Chapman, född 11 april 1926 i Sydney, död 21 mars 2013, var en australisk roddare.
Chapman blev olympisk bronsmedaljör i åtta med styrman vid sommarspelen 1952 i Helsingfors.